# Urpflanze

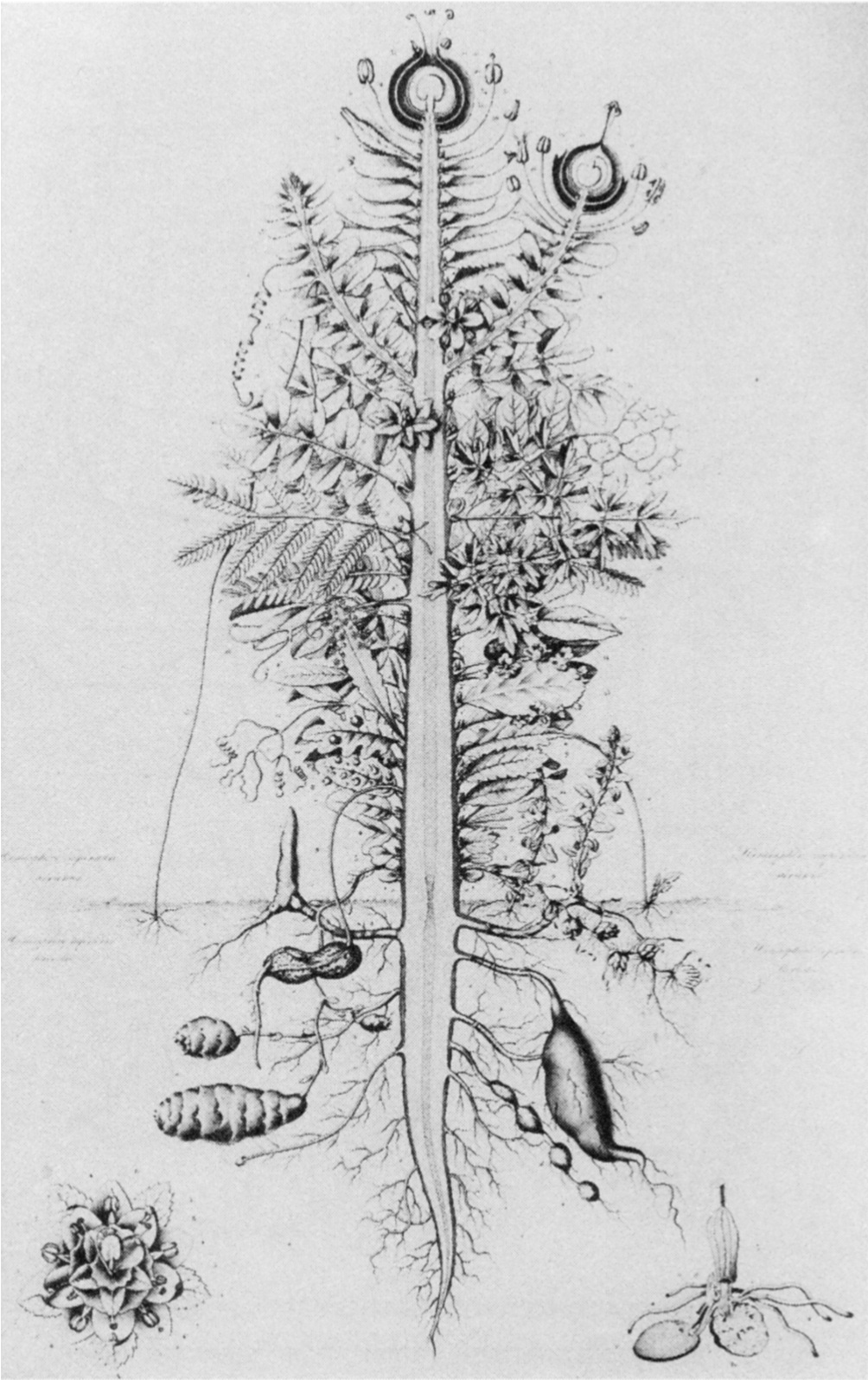
Darstellung der Urpflanze von 1837. Holzschnitt von Pierre Jean François Turpin nach Vorstellungen Goethes

Urpflanze ist ein Begriff, den Johann Wolfgang von Goethe im Rahmen seiner botanischen Studien und naturwissenschaftlichen Schriften, insbesondere in seiner Auseinandersetzung mit Carl von Linnés botanischem System zeitweilig verwendete. Er stellte sich darunter eine Pflanze vor, „die den Typus einer Blütenpflanze schlechthin verkörpert und aus der man sich alle Pflanzengestalten hervorgegangen denken kann“. Goethe hoffte, basierend auf der Idee der Urpflanze bzw. des Pflanzlichen eine der Linné’schen überlegene Pflanzensystematik entwickeln zu können.
Soweit aus den Quellen ersichtlich, verwendete Goethe den Begriff erstmals 1787 während seiner Italienreise: „Herdern bitte ich zu sagen, daß ich mit der Urpflanze bald zu Stande bin, nur fürchte ich, daß niemand die übrige Pflanzenwelt darin wird erkennen wollen.“ Goethe begriff die Urpflanze als ein gedankliches Konstrukt, einen Grundbauplan; aus einer Äußerung zu seinem Besuch im öffentlichen Garten von Palermo am 17. April 1787 wird aber deutlich, dass er angesichts der dortigen Pflanzenfülle auch ihre reale Existenz für möglich hielt: „Ob ich nicht unter dieser Schaar die Urpflanze entdecken könnte? Eine solche muß es denn doch geben! Woran würde ich sonst erkennen, daß dieses oder jenes Gebilde eine Pflanze sei, wenn sie nicht alle nach einem Muster gebildet wären.“ Um die Pflanzenbildung zu beobachten, zog er in seiner Wohnung in Rom aus Dattelkernen Sprösslinge, die er dann sezierte. Einige davon pflanzte er 1788 in den Garten der Villa Malta, die ein Freund bewohnte. In seinem Buch Italienische Reise von 1817 schreibt er, König Ludwig I. von Bayern, der die Villa später gemietet und schließlich gekauft hat, habe ihm versichert, die Bäume seien „bis zur Manneshöhe herangewachsen“.
Goethe schaut in einem Entwurf eines Briefes an Nees von Esenbeck im August 1816 belustigt darauf zurück, dass er die Urpflanze als reale Pflanze zu finden hoffte: „In den Tagebüchern meiner Italienischen Reise, an welchen jetzt gedruckt wird, werden Sie, nicht ohne Lächeln, bemerken, auf welchen seltsamen Wegen ich der vegetativen Umwandlung nachgegangen bin; ich suchte damals die Urpflanze, bewußtlos, daß ich die Idee, den Begriff suchte wonach wir sie uns ausbilden könnten.“
Goethe fand schlussendlich die Idee, den Begriff der Urpflanze: „Ich ging alle Gestalten, wie sie mir vorkamen, in ihren Veränderungen nach, und so leuchtete mir am letzten Ziel meiner Reise, in Sizilien, die ursprüngliche Identität aller Pflanzenteile vollkommen ein, und ich sucht diese nunmehr überall zu verfolgen und wieder gewahr zu werden.“ Er schreibt dort auch, wie die Neigung, die Leidenschaft, die durch die Entdeckung entstand, sein ganzes Leben begleitete. Ein Ergebnis dieser Leidenschaft ist sein botanisches Hauptwerk Versuch die Metamorphose der Pflanzen zu erklären (1790).